# Meteorium viride
Meteorium viride är en bladmossart som först beskrevs av C. Müller, och fick sitt nu gällande namn av Mitten 1869. Meteorium viride ingår i släktet Meteorium och familjen Meteoriaceae. Inga underarter finns listade i Catalogue of Life.